# Elvas
Elvas (AFI: 'ɛɫvɐʃ, ) è un comune portoghese di 23 361 abitanti situato nel distretto di Portalegre.

## Geografia
È una cittadina fortificata a difesa del confine con la Spagna che si trova a soli 11 km di distanza sulla strada che da Lisbona porta a Madrid. Oggi è un fiorente centro manifatturiero, commerciale e polo agricolo di un'area collinare coperta da frutteti e oliveti nella regione dell'Alto Alentejo. La città e le relative fortificazioni che delimitano il centro storico sono state riconosciute patrimonio dell'umanità dall'UNESCO nel 2012.

## Monumenti e luoghi d'interesse

### Architetture religiose
- Chiesa di Nostra Signora dell'Assunzione
- Chiesa di Nostra Signora della Consolazione
- Chiesa di San Francesco
- Chiesa di San Pietro
- Chiesa di San Domenico
- Chiesa della Concezione
- Convento delle Clarisse
- Convento degli Agostiniani

### Architetture civili
- Acquedotto di Amoreira

## Società

### Evoluzione demografica
| Popolazione di Elvas (1801 – 2004) | Popolazione di Elvas (1801 – 2004) | Popolazione di Elvas (1801 – 2004) | Popolazione di Elvas (1801 – 2004) | Popolazione di Elvas (1801 – 2004) | Popolazione di Elvas (1801 – 2004) | Popolazione di Elvas (1801 – 2004) | Popolazione di Elvas (1801 – 2004) | Popolazione di Elvas (1801 – 2004) |
| ---------------------------------- | ---------------------------------- | ---------------------------------- | ---------------------------------- | ---------------------------------- | ---------------------------------- | ---------------------------------- | ---------------------------------- | ---------------------------------- |
| 1801                               | 1849                               | 1900                               | 1930                               | 1960                               | 1981                               | 1991                               | 2001                               | 2004                               |
| 16963                              | 15425                              | 21548                              | 24711                              | 28562                              | 24981                              | 24474                              | 23361                              | 22691                              |

## Freguesias
- Ajuda, Salvador e Santo Ildefonso
- Alcáçova
- Assunção
- Barbacena
- Caia e São Pedro
- Santa Eulália
- São Brás e São Lourenço
- São Vicente e Ventosa
- Terrugem
- Vila Boim
- Vila Fernando

## Amministrazione

### Gemellaggi
- Badajoz